# Musée d'architecture en plein air d'Edo-Tokyo

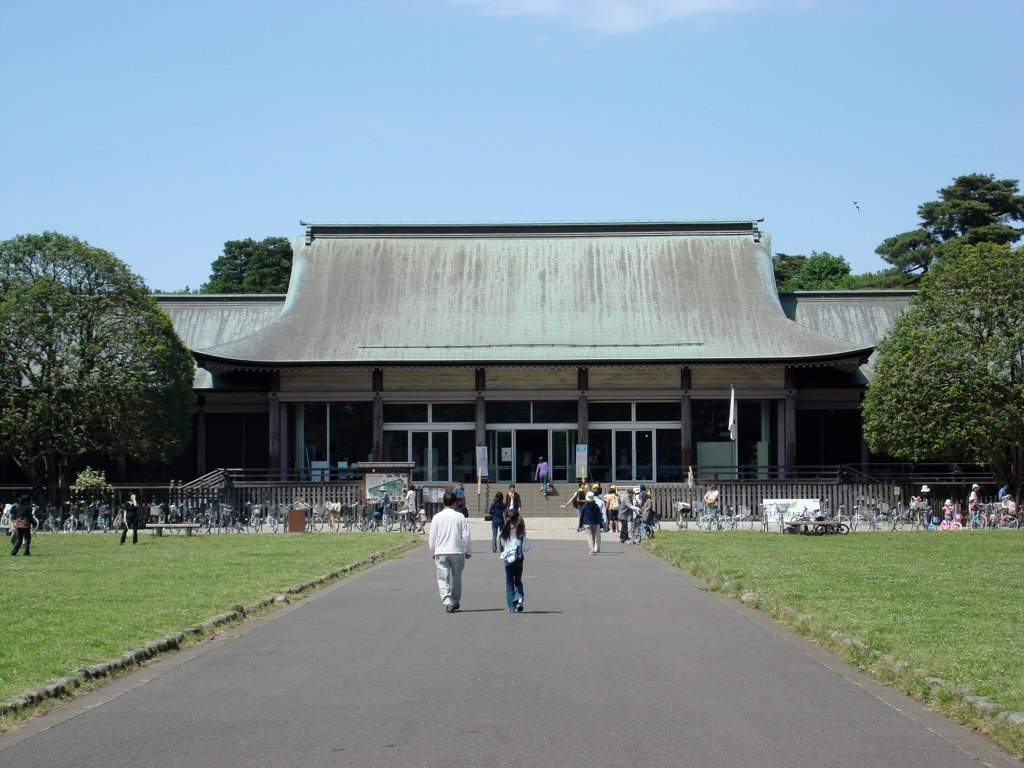
Entrée principale du musée d'architecture en plein air d'Edo-Tokyo

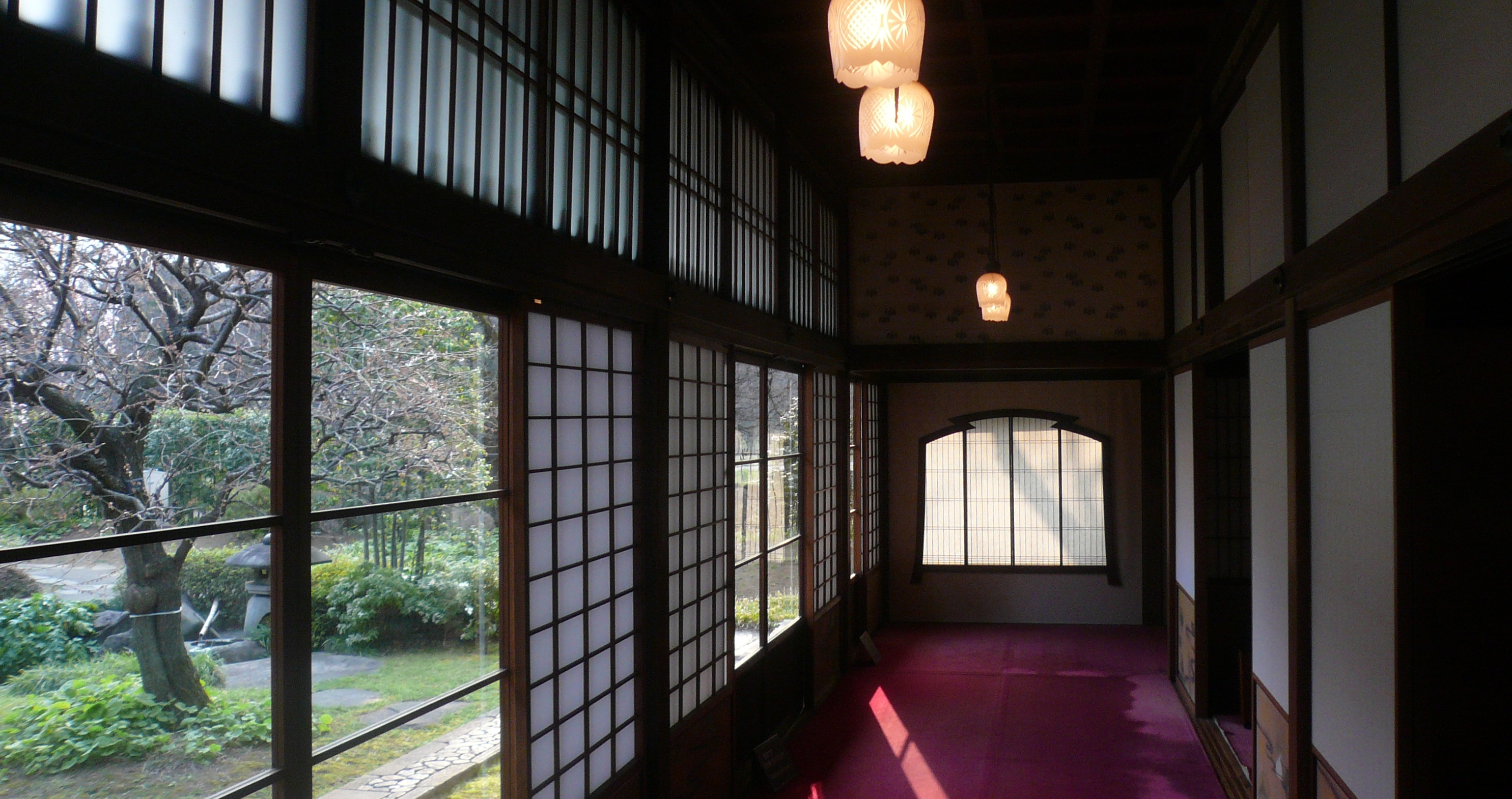
Intérieur de la résidence de Takahashi Korekiyo, un des nombreux bâtiments du musée.

Le musée d'architecture en plein air d'Edo-Tokyo (江戸東京たてもの園, Edo Tōkyō Tatemono En, littéralement « Jardin des bâtiments Edo-Tokyo ») dans le parc Koganei à Tokyo, est un musée des bâtiments japonais historiques.
Le parc comprend de nombreux bâtiments de la classe moyenne japonaise ordinaire jusqu'aux domiciles d'individus riches et puissants tels que l'ancien premier ministre Takahashi Korekiyo. 
Le musée permet aux visiteurs de pénétrer et de découvrir une grande variété de bâtiments de différents styles, époques et destinations, des foyers de la classe supérieure aux magasins d'avant-guerre, des bains publics (sentō) et des bâtiments de style occidental de l'ère Meiji, qui seraient normalement inaccessibles aux touristes ou autres visiteurs occasionnels, ou qui ne se trouvent pas à Tokyo.
Le célèbre animateur Hayao Miyazaki a souvent visité le musée lors de la création de son film Le Voyage de Chihiro, en quête d'inspiration.

## Source
- (en) Cet article est partiellement ou en totalité issu de l’article de Wikipédia en anglais intitulé « Edo-Tokyo Open Air Architectural Museum » (voir la liste des auteurs).